# Spline
Spline (/splajn/ z angličtiny, též spline křivka či neformálně „splajna“) je v matematice, zejména v oborech matematické analýzy a numerické matematiky, typ křivky (funkce) používané zejména pro aproximaci složitějších nebo jen empiricky naměřených funkcí. Je to po částech polynomická funkce definovaná na jednotlivých intervalech svého definičního oboru tak, aby dostatečně dobře reprezentovala aproximovanou křivku a na hranicích intervalů případně byla spojitá popř. i derivovatelná do požadovaného stupně.
V počítačové grafice se jako spline označuje aproximace křivky (již ne nezbytně polynomiální), která může být pro svou grafickou reprezentaci definovaná spojitou množinou souřadnic bodů, jimiž má procházet („multi-line“). Zde je taktéž požadavkem dostatečná jemnost pro dojem spojitosti, daná dostatečným počtem vypočítaných bodů.